# Adri de Gelder
Adri de Gelder (Alblasserdam, 26 oktober 1953 – Oekraïne, 16 juli 2006) was een Nederlandse natuurbeschermer.
Na een studie als bioloog aan de Landbouwhogeschool te Wageningen was De Gelder 25 jaar lang werkzaam bij Staatsbosbeheer. Op 1 januari 2004 werd hij directeur van Vogelbescherming Nederland. Zelf was hij een actieve vogelaar, zijn werk lag hem dan ook nauw aan het hart.
Hij probeerde het theoretische met het praktische te combineren door niet alleen 'achter zijn bureau te blijven zitten', maar ook letterlijk het veld in te gaan om vogels te observeren.
Tijdens een vakantie in Oekraïne overleed hij plotseling. Adri de Gelder werd 52 jaar oud.
- International Standard Name Identifier: 0000 0000 2513 4022
- Library of Congress Control Number: n84090958
- Nederlandse Thesaurus van Auteursnamen: 069788634
- Virtual International Authority File: 50625485
- WorldCat: E39PBJwdfjwRttMTxWFDYrX68C